# Druïde

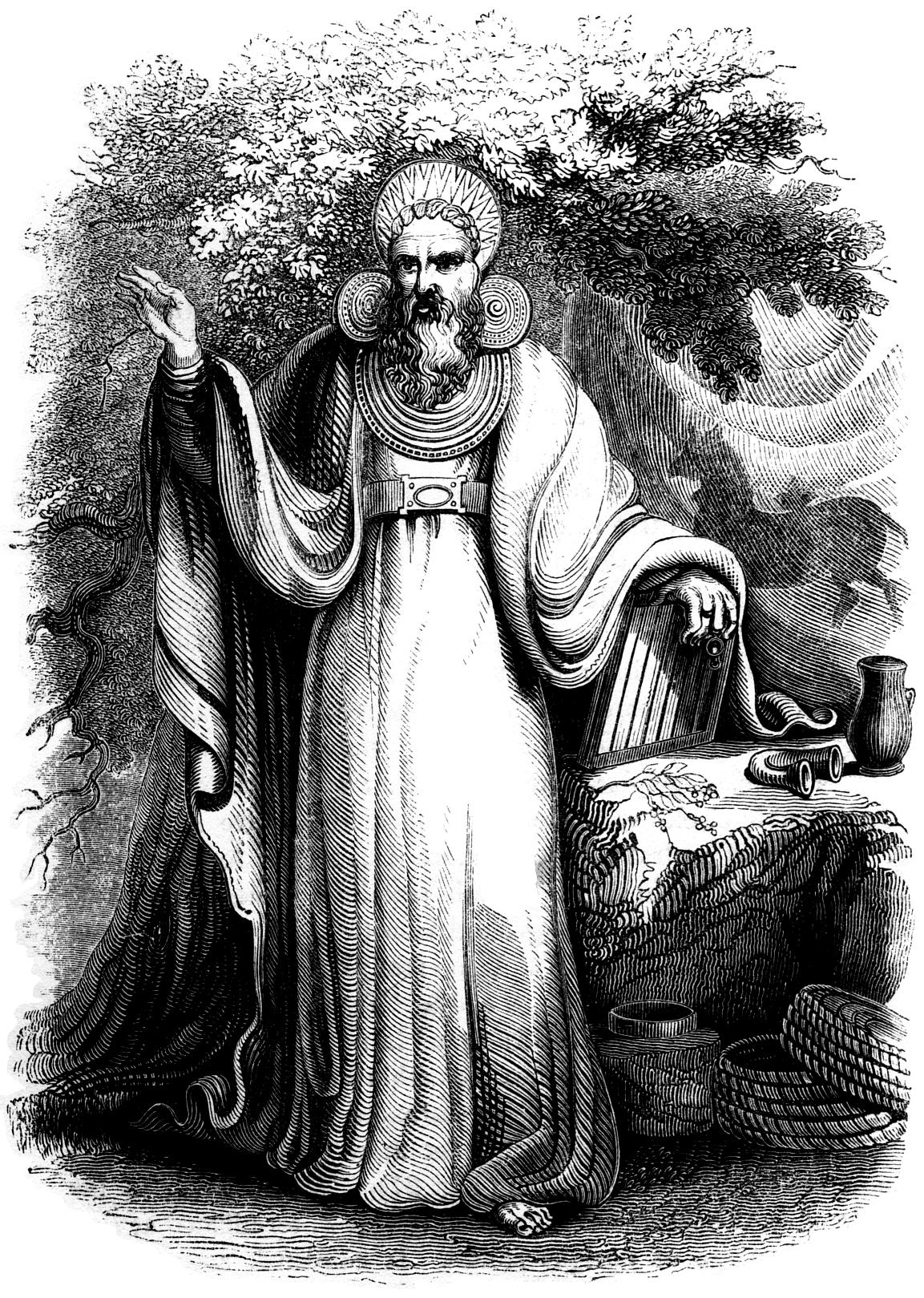
Druïde in vol ornaat, (waarschijnlijk) voor rechtspraak, 1845

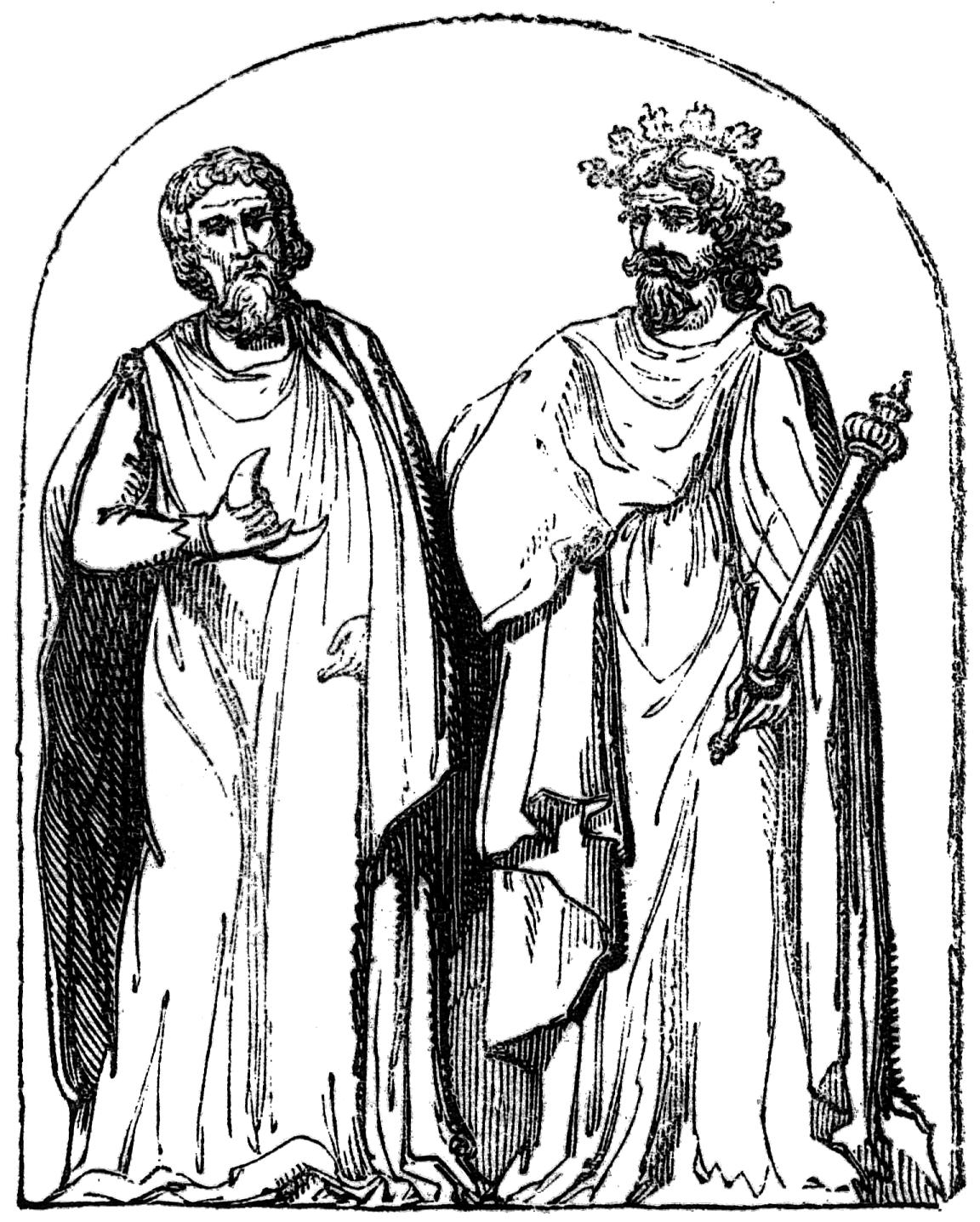
Twee druïden op een afbeelding uit 1719 door Bernard de Montfaucon.

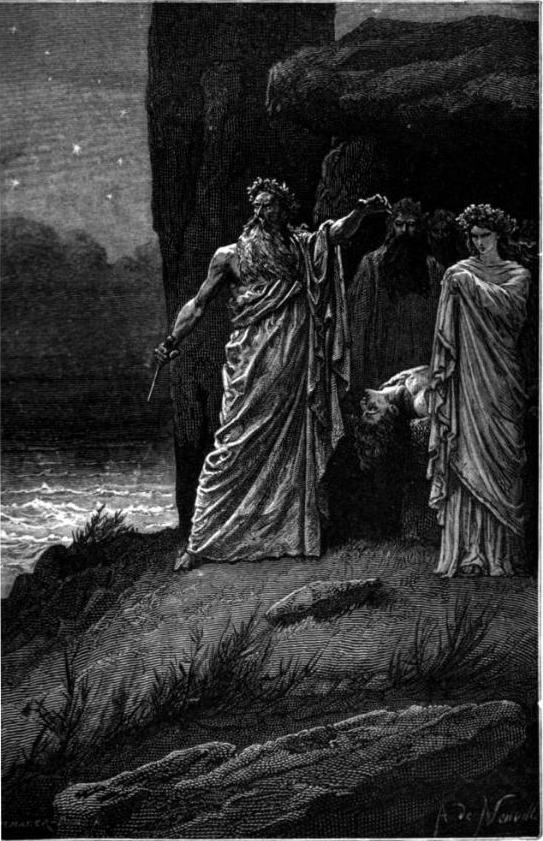
De laatsten der druïden, 1883

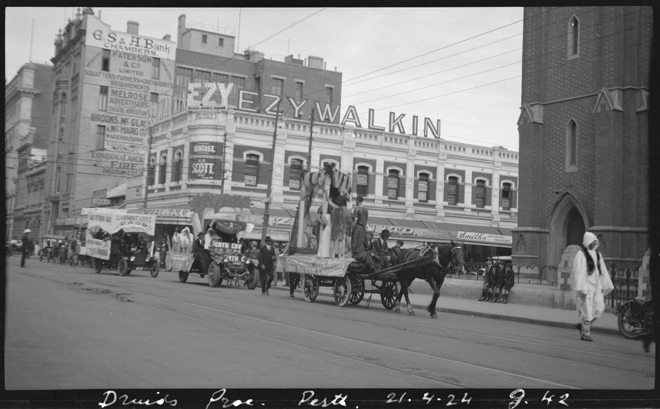
Een processie van druïden in Perth, 21 april 1924

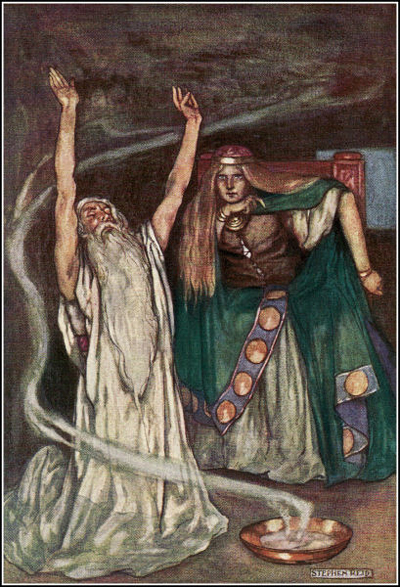
Maeve en de druïde, 1904

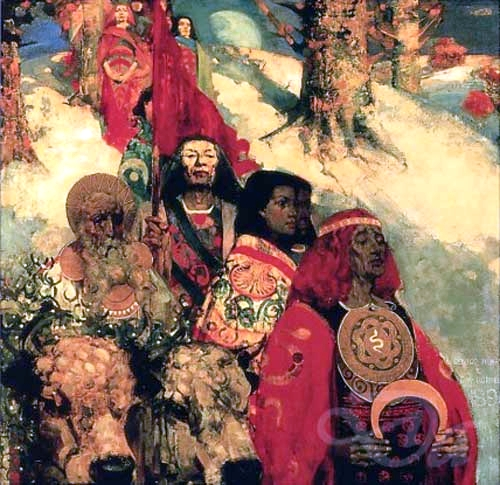
Druids Bringing In The Mistletoe, ca. 1890

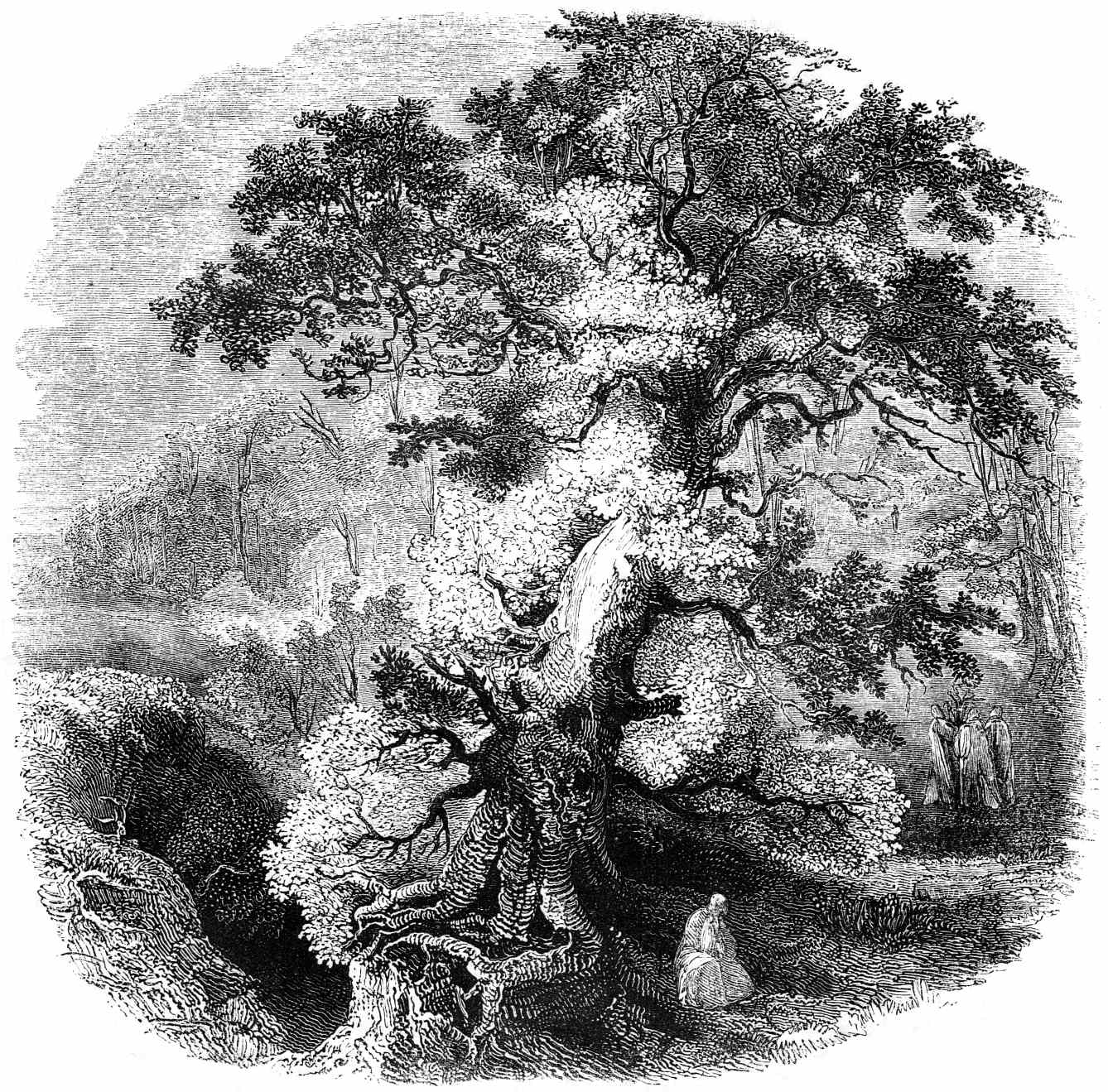
The Druid Grove, 1845

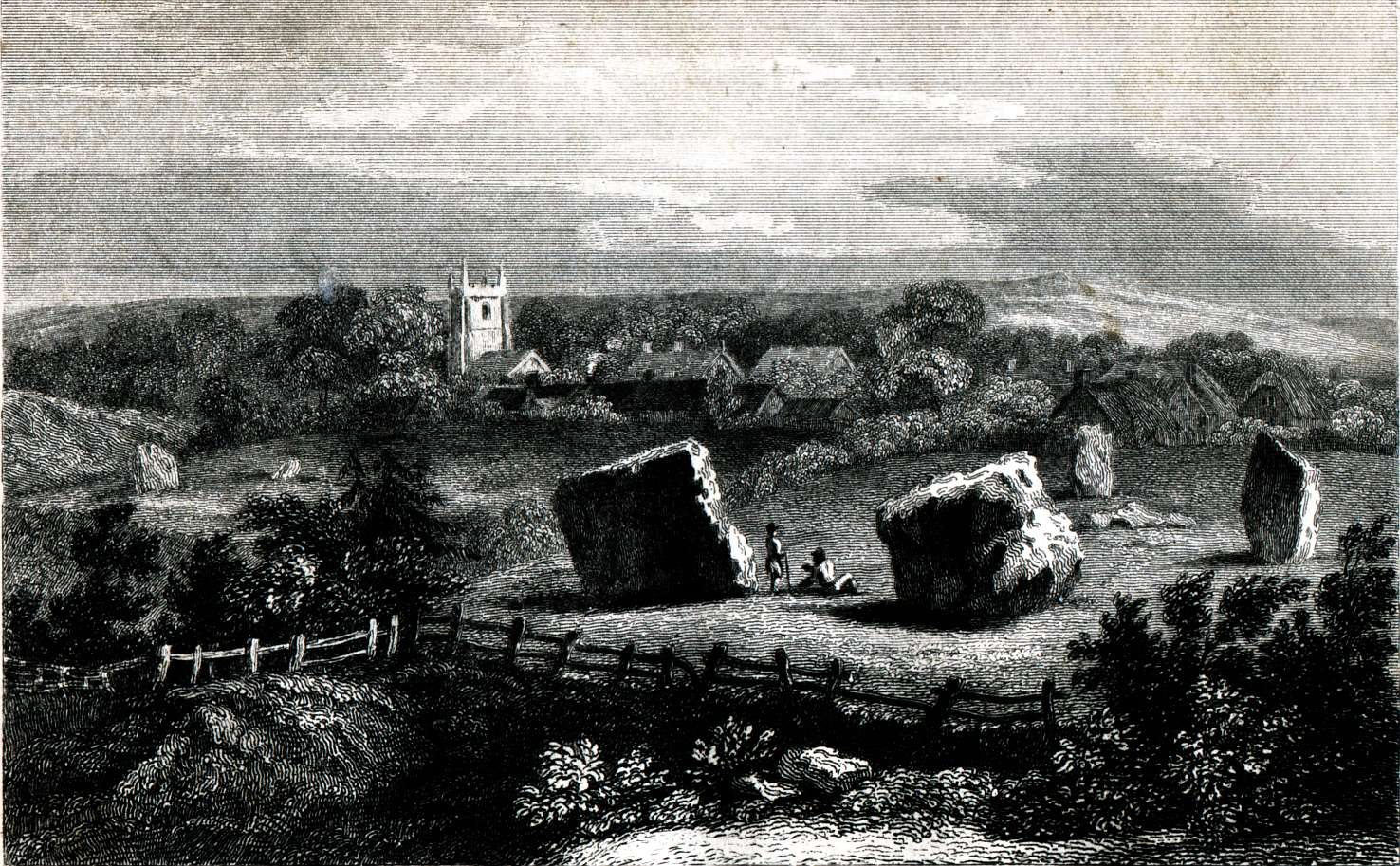
Druïdentempel, Avebury, 1945

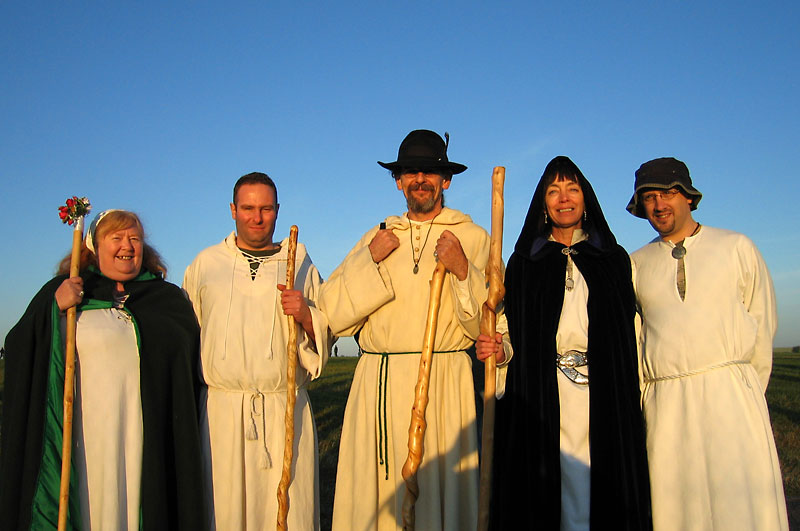
Moderne druïden, Stonehenge, 2005

Een druïde was een priester in het polytheïsme van de Kelten. Het druïdisme werd in een groot deel van West-Europa ten noorden van de Alpen en op de Britse Eilanden aangehangen tot ze werd verdrongen, eerst door de Romeinse overheid, en later door de christenen.
De praktijken van druïden maakten deel uit van de cultuur van alle Kelten. Zij verenigden de taken van priester, bemiddelaar, arts, wetenschapper en rechter in zich. De vroegste bronnen die over druïden spreken dateren uit de 3e eeuw v.Chr.

## Etymologie
Het woord druïde is verwant met het Proto-Keltische woord voor eik: -dru- en met een aan weten verwante woordstam: -wid-, hetgeen mogelijk op de eigenschap wijsheid slaat. Zo was de verzamelplaats van de Galaten bekend als Drunemeton. Dat betekent eikheiligdom, bijna hetzelfde als boomheiligdom.

## Religie
De druïden waren polytheïsten, maar beschouwden ook dingen uit de natuur als heilig, zoals de zon, de maan en de sterren, waarin zij "tekens en seizoenen" zagen, heuveltoppen, rivieren en meren, bomen en struiken als de eik en andere planten, maretak en hulst in het bijzonder.
Vuur werd beschouwd als een symbool van diverse godheden en werd in verband gebracht met de zon en met reiniging. Hun kalender werd geregeerd door de cycli van de zon, de maan en de plantenwereld. Er zijn archeologische aanwijzingen dat er jaarlijks ceremonies werden gehouden rond de zomer- en winterzonnewende en rond de lente- en herfstequinoxen.
Deze festivals zouden enkel door de positie en beweging van de zon bepaald worden. Daarnaast werden er vier feestdagen gevierd volgens de cycli van de maan en de plantenwereld. Dit waren: Imbolc, waarin de eerste tekenen van de lente werden gevierd, Beltane (Beltain), waarin de volheid van het leven na de lente werd gevierd, Lughnasadh, waarin de macht van de zonnegod Lugh werd gevierd en Samhain, waarin het begin van de winter werd gevierd en de poorten naar de wereld van de Sídhe opengingen. De data van deze vier feestdagen werden bepaald door de (volle) maan en door de bovenbedoelde levenstekens. Zo werd Imbolg gevierd bij volle maan, tussen de winterzonnewende en de lente-equinox, Beltane tussen de lente-equinox en de zomerzonnewende, Lughnasadh tussen de zomerzonnewende en de herfstequinox en Samhain tussen de herfstequinox en de winterzonnewende. Dit in tegenstelling tot de populaire New Age-opvatting over het Druïdisme, waarin de feestdagen de juliaanse kalender volgen, die natuurlijk ten tijde van het ontstaan van deze feestdagen nog niet bestond. Heden ten dage leeft het Imbolc-feest in de Verenigde Staten en Canada voort als Groundhog Day, en binnen de kerk als Maria-Lichtmis; zijn elementen van Beltane in de viering van het paasfeest opgenomen en wordt Samhain als Allerheiligen en Allerzielen voortgezet en in de Angelsaksische gebieden als Halloween).

## Bezigheden
De druïden namen een zeer belangrijke plaats in binnen de Keltische samenleving. Ze waren meer dan priesters: ze traden ook op als rechters en als raadsheren van de Keltische koningen. Ze waren zeer nauw verbonden met de natuur en baseerden hun raadgevingen en voorspellingen voornamelijk op (voor-)tekenen uit de natuur. Ze fungeerden eveneens als het 'geheugen' van de stam en hadden bijvoorbeeld grote astronomische kennis. Zij bepaalden de kalender en de 'gunstige' en 'ongunstige' dagen. Ze bleven waarschijnlijk 20 jaar in de leer. Het was een broederschap die de stammen en de grenzen overschreed. Hun verzamelplaats was een open plek in een eikenwoud.
Ze waren uit hoofde van hun ambt vrijgesteld van belasting en krijgsdienst, maar werden nauw betrokken bij diplomatie en politiek in het algemeen. Oorlog of vredesonderhandelingen werden enkel na hun goedkeuring begonnen. Ze bezaten een aanzienlijke macht. Wie wetten overtrad of bepaalde aanvaarde gewoonten schond, kon door druïden van het bijwonen van bepaalde plechtige vieringen worden uitgebannen. Dit was een vrij zware straf in de clangemeenschappen, waar het leven in gemeenschap de overhand had op dat van het individu. De druïde waakte over de identiteit van de stam of de clan.

## Geschiedenis
In de vroege middeleeuwen werden voor het eerst Keltische mondelinge overleveringen op schrift gesteld. Tegen die tijd waren de meeste Kelten al christen geworden. Zodoende verdween de druïdeklasse en met hen ook hun kennis. Het meeste wat we van hen weten zijn verhalen en mythen van de Ierse en Britse Kelten. Van die van de Gallische, Iberische en overige 'continentale' Kelten is bijna niets meer bekend.
Het weinige dat we weten van de late beoefening van het druïdisme duidt erop dat het (toen) zeer traditioneel en conservatief was, in die zin dat de druïden de hoeders waren van bronnen van cultuur en kennis. Het is nu onmogelijk nog te beoordelen of deze gerichtheid op continuïteit diepe historische wortels had en haar oorsprong had in de sociale veranderingen van de late La Tènecultuur, of dat er religieuze innovaties hadden plaatsgevonden.
Onze historische kennis van de druïden is zeer beperkt. De kennis van de druïden werd mondeling overgeleverd. Er was een hoger druïdisch centrum op Anglesey (Ynys Môn), waarheen druïden uit heel Europa trokken om hun geheimen te leren, maar over wat er daar - en in andere onderwijscentra - onderricht werd, kunnen we slechts gissen.
Van de mondelinge overlevering van de druïden (heilige liederen, gebeden, magische spreuken en bezweringen) heeft niets overleefd, zelfs niet in vertaling, en er bestaat geen enkele legende die als puur druïdisch gezien kan worden, zonder Romeinse en/of christelijke interpretatie. Onze belangrijkste bron van informatie over de druïden is Julius Caesar.

### Huis van Viviane
Het huis van Viviane is een hunebed, dat in de omgeving van Rennes staat. Het  zou het huis van de fee Viviane, van de Vrouwe van het Meer uit de Arthursage zijn. Het bouwwerk stond in vroeger tijden bekend als tombe van de druïde.

### Romeinse bronnen

#### Julius Caesar
Caesars Commentarii de bello Gallico geeft het uitgebreidste verslag van de druïden. Caesar merkt op dat in Gallië alle mannen met enige rang of waardigheid hetzij tot de druïden, hetzij tot de adel (de equites) behoorden. De druïden vormden de geleerde priesterstand en zij hadden als wakers over het eeuwenoude ongeschreven gewoonterecht het recht veroordelingen uit te spreken, waarvan de uitsluiting uit de maatschappij de gevreesdste was. Zij waren geen erfelijke kaste, maar waren wel vrijgesteld van zowel militaire dienst als van het betalen van belastingen. Nieuwelingen werden aan een zeer lang opleidingstraject onderworpen.
Alle instructie werd mondeling gegeven, maar Caesar vermeldt dat de Galliërs voor dagelijks gebruik een geschreven taal hadden, die in Griekse letters genoteerd werd. Waarschijnlijk heeft hij die informatie van vroegere schrijvers, want in Caesars tijd waren de Galliërs reeds overgegaan van het Griekse op het Latijnse alfabet.
Ten gevolge van het verbod druïdische wijsheid op schrift te stellen en de teloorgang van het Gallisch ten gunste van het Latijn, zijn er in het geheel geen druïdische documenten overgeleverd, zo die er al ooit zijn geweest. "De centrale stelling van hun leer," zegt Caesar, "is dat de ziel niet sterft, en na de dood overgaat van het ene lichaam in het andere." Deze waarneming bracht verscheidene antieke schrijvers tot de onwaarschijnlijke conclusie dat de druïden mogelijk beïnvloed waren door de leer van de Griekse filosoof Pythagoras. Caesar wijst ook op het druïdisch geloof in een geest die de stam beschermt, waarvan hij de naam vertaalt tot Dispater, die hij vergelijkt met Vader Hades. Taalkundig gezien is Dis Pater echter verwant met Jupiter (Jovis Pater), van het Proto-Indo-Europese woord Dyeus. Vergelijk dit met Zeus.
Caesar merkt op dat de Druïden leden van de gemeenschap straften met een vorm van excommunicatie, door hen te verbieden deel te nemen aan religieuze festivals. Aangezien deze festivals vaak plaatsvonden en druk bezocht werden, was dat een effectieve manier gestraften uit de maatschappij te weren.

#### Keizerlijke decreten
Druïden werden uitdrukkelijk als niet-Romeins gezien door Rome. Een wet door Augustus uitgebracht verbood Romeinse burgers uitdrukkelijk om aan druïdische rituelen deel te nemen. Onder keizer Tiberius werden de druïden bij senaatsdecreet onderdrukt. Claudius bevestigde dit in 54.

#### Andere schrijvers
Schrijvers zoals Diodoros en Strabo, die niet zoals Caesar over waarneming uit eerste hand konden beschikken, meenden dat de Keltische priesterorde of -klasse bestond uit Druïden, Barden en Vates (waarzeggers).
Sommige Romeinse schrijvers meldden dat er jaarlijks in Gallië in het gebied van de Carnutes een algemene vergadering van de orde werd gehouden. Caesars beschrijving van de jaarlijkse vergadering van de druïden en hun verkiezing van een hoofddruïde wordt ook bevestigd door een Ierse sage.

#### Pomponius Mela
Pomponius Mela is de eerste schrijver die schrijft dat de instructie van de druïden geheim was en plaatsvond in grotten en bossen. Sommige struiken in het woud waren heilig en zowel Romeinen als christenen plachten deze om te hakken en te verbranden. Soms werden mensenoffers aan de druïden toegeschreven. Misschien was dit Romeinse propaganda, maar mensenoffers waren een oude Europese erfenis en mogelijk hebben de Galliërs mensen geofferd, hetzij misdadigers hetzij - als we op de Romeinse berichten mogen afgaan - krijgsgevangenen.

#### Cicero
Cicero merkt op dat er onder de Galliërs auguren of waarzeggers bestaan, bekend als druïden. Hij had ene Diviciacus leren kennen, een Aeduer die Caesar ook kende.

#### Diodorus
Diodoros Siculus beweert, zonder bronvermelding, dat de aanwezigheid van een druïde vereist was om een offer voor de Keltische goden aanvaardbaar te laten zijn, aangezien zij de bemiddelaars waren. Hij zegt ook dat druïden zich vóór een veldslag vaak tussen de partijen wierpen om de vrede te bewerken.
Diodorus merkt over het belang van profeten in het druïdisch ritueel op: "Deze mannen voorspellen de toekomst door de vlucht en de roep van vogels waar te nemen en door het offeren van heilige dieren: alle standen van de maatschappij zijn onderworpen aan hun macht... en in zeer belangrijke aangelegenheden offeren zij een mens door hem een dolk in de borst te stoten; uit de waarneming van het samentrekken van diens ledematen in zijn val en van het stromen van het bloed kunnen zij de toekomst lezen." Deze Grieks-Romeinse commentaren worden tot op zekere hoogte gestaafd door archeologische opgravingen. Bij Ribemont in het noorden van Frankrijk, zijn kuilen opgegraven die met menselijke beenderen waren gevuld, evenals dijbeenderen die opzettelijk in een rechthoekig patroon waren geplaatst. Verondersteld wordt dat dit een heiligdom was dat door Caesar bij zijn verovering van Gallië met de grond gelijk is gemaakt. In een moeras in Lindow in Engeland, is een lichaam ontdekt dat mogelijk het slachtoffer van een druïdisch ritueel was, maar het zou evengoed een terechtgestelde misdadiger kunnen zijn. Het lichaam wordt nu in het British Museum in Londen tentoongesteld.

#### Strabo
Bij Strabo vinden we de druïden nog altijd als scheidsrechters in openbare en privézaken, maar ze behandelen niet langer moordzaken. Strabo beschreef ze als "hoogst rechtvaardige mannen".

#### Tacitus
Tacitus geeft een beschrijving van de Romeinse aanval op het eiland Mona (Anglesey of Ynys Môn in het Welsh) onder leiding van Suetonius Paulinus. Tacitus beschouwt de legioensoldaten als stijf van angst toen ze bij hun landing de verzamelde druïden zagen, die met ten hemel geheven handen afgrijselijke bezweringen over de hoofden van de invallers afriepen. Spoedig haalde hun moed het op hun vrees en kwamen zij ook nadien dergelijke scènes te boven, aldus de Romeinse geschiedschrijvers. De Britten werden tot de strijd gedwongen, maar de heilige bomen van Mona werden voor alle zekerheid neergehaald.

#### Laat-Romeins
Na de 1e eeuw verdwenen de druïden van het Europese continent en werd enkel nog bij schaarse gelegenheden naar hen gerefereerd. Zo spreekt Ausonius over de spreker Attius Patera als van een druïdisch ras afkomstig.

### Britse en Ierse bronnen
In Ierland en Wales werden de Druïden in de Oudierse cycli vermeld. De oudste hiervan, de Ulstercyclus, werd in de late 11de eeuw door Ierse monniken opgeschreven, maar de verhalen erin bestonden al sinds ten minste de vroege 5de eeuw en zijn waarschijnlijk nog ouder. Ze werden ook in oude wetboeken en hymnes uit de 7de eeuw vermeld, maar tegen die tijd werden de druïdes door het oprukkende christendom gezien als niet meer dan magiërs en toverdokters.

## Geassocieerd met druïden
In Groot-Brittannië en Ierland is er een aantal plaatsen die geassocieerd worden met druïden:
- Het eiland Anglesey (Ynys Môn)
- The Isle of Man
- Het eiland Arran (Arainn)
- Wistman's Wood on Dartmoor, in Devon
- Newland's Corner in Surrey
- Iona
- Tara (Teamhair)

Stonehenge is vanaf de middeleeuwen door allerlei mensen met druïden geassocieerd in een poging om allerlei verhalen en mysteries daarmee te kunnen verklaren. Het monument was al in onbruik geraakt voor er druïden naar Groot-Brittannië kwamen en er is geen bewijs dat de plek ooit door druïden is gebruikt. Desondanks is het een belangrijke plek geworden voor groepen die zichzelf als druïden zien.
In Frankrijk is Mont Saint-Michel volgens de Revelatio ecclesiae sancti Michaelis in monte Tumb de plek waar druïden offers brachten aan hun goden. In latere tijden werd dit getijdeneiland bekroond met een middeleeuwse abdij.

## Voorkomen in de christelijke literatuur
Wanneer omstreeks de 4e eeuw de ordinantie van christelijke bisschoppen voldoende was doorgedrongen in de gebieden die onder de invloed stonden van de druïden, werd het voor een bisschop ook noodzakelijk om vergelijkbare krachten te gaan demonstreren. Sulpicius Severus vertelt in het Leven van Martinus van Tours hoe Martinus getuige is van de begrafenis van een boer. Het lijk is gewonden in een wit laken, dat Martinus verkeerd voor een druïdische vorm van een offerritueel  aanziet, “aangezien het gebruikelijk was voor deze ruwe Galliërs om in hun schandelijke waanzin in ommegang de beeltenis van demonen mee te dragen, gehuld in een wit gewaad.” Martinus houdt daarom de processie staande, het kruis hoog in de lucht gestoken. “Daarop kon worden gezien dat de onwaardige creaturen stokstijf stonden. Vervolgens, terwijl zij poogden, met al hun vermogen, om verder te gaan, maar niet in staat waren nog één stap vooruit te zetten, begonnen zij te kronkelen op lachwekkende wijze, totdat zij, niet vermogend het gewicht langer te dragen, het dode lichaam op de grond neerzetten”. Wanneer Martinus dan zijn fout inziet, heft hij zijn hand opnieuw om hen verder te laten gaan. “Zodoende,” stelt de hagiograaf, “gebood hij hen zowel te staan op zijn bevel, als hen te laten gaan wanneer het hem beliefde.”